# Rio Diala
Diala (em árabe: ديالى; romaniz.: Diyālā) é um importante rio do centro-oeste do Iraque, afluente do Tigre. Cobre uma distância total de 445 km.

## Características
A origem do nome Diala é incerta. Na Antiguidade, é registrado pelos gregos como Sila (em grego: Σίλλα) ou Delas (Δέλας), enquanto que pelos romanos como Dialas. Seu curso superior é conhecido como Siruã (Sirwan) ou originalmente Xiruã (Shirwan), como cita Iacute de Hama, e esse nome é recorrente para se referir a boa parte de sua extensão. Ele forma o afluente da margem esquerda do Tigre, navegável apenas com pequenas canoas, e com vazão muito grande na época das cheias (março-maio).
O rio surge no Irã Ocidental, onde os muitos córregos das colinas (geralmente secos no verão e outono) se unem pra formar a bacia de seus afluentes principais: a área ao norte de Quermanxá; a área entre o norte e sul de Sanandaje no Curdistão; a área da fronteira pérsico-iraquiana em torno de Mariuã; a zona mais ocidental da província de Quermanxá, a oeste de Carinde (Kerend-e Gharb), e oposição a Canaquim (Khanaqin) no Iraque, e Qasr-e Shirin no Irã. Os primeiros três afluentes influenciam no rio antes do curso principal cruzar a fronteira e  são conhecidos localmente por muitos nomes; fluem em vales habitados desde muito cedo tribos persas e curdas. O quarto afluente forma o rio Aluande (Alwand), ou Hulvã (Hulwan) em homenagem a cidade histórica, e entra a oeste de Caniquim, no Iraque. Fora estes ainda há o rio Tanjero, que flui do vale Xarizur, e mais alguns menos notáveis. Até a Comissão de Fronteira de 1914, o curso médio do Diala marcava a fronteira turco-persa.
Em seu curso médio e baixo, flui em terreno menos ondulante e diminui de velocidade, sendo utilizado para irrigação. Próximo ao ponto onde atravessa as montanhas Hamrim, vários canais grandes irrigam extensos jardins e colheiras de inverno e verão; os mais notáveis são Calis (Khalis), que flui da margem direita e abastece Daltaia, Ruz que flui da margem esquerda e sobre o qual está Balade Ruz, Marute (Mahrut) e Coração (Khurasan). Segundo Longrigg, o atual sistema de irrigação é similar, porém menor e não idêntico, ao sistema que existiu na região entre os séculos IX e XIII antes dos mongóis o arruinarem. Ele afirma que naquele tempo, ou pelo menos por boa parte dele, as águas do Diala abaixo das montanhas Hamrim desaguavam no grande Canal de Naravã e foram canalizadas por ele, com boa parte delas desaguando no Tigre ou próximo a sua foz atual, 16 quilômetros abaixo de Bagdá.

## História
Através das fontes do Diala fluía a antiga rota caravaneira da região do Tigre central à cidade persa de Hamadã via Cerinde e Quermanxá. Desde ao menos o tempo do Império Acádio, as regiões elamitas ao sul do Diala eram ocupadas por semitas que emigraram da Acádia, enquanto ao norte estavam assentados povos hurrita-hititas. No tempo de Gudea de Lagaxe as montanhas de Magda situadas na província de Rimas eram fonte de cobre para seu reino; ambos os locais talvez estavam situados próximo a cordilheira do Zagros junto ao Diala. Durante Ur III, as regiões de Cazalu e Quimas ao sul do Diala foram elevadas a categoria de províncias com um patesi.
Em 744 a.C., o rei assírio Tiglate-Pileser III conduziu campanha contra Namri e regiões adjacentes no vale do Diala, dominando muitos Estados, como Bite-Zati e Bite-Abdadani; Nicur foi feita capital provincial e cativos de outras áreas foram realocados ali.  Em 694 a.C., enquanto Senaqueribe estava ocupado com uma campanha no golfo Pérsico, o Elão invadiu a Babilônia pelo norte através do vale do Diala e ocupou Sipar. Em resposta, os babilônios entregaram aos elamitas Assurnadinsumi, o príncipe assírio designado como rei babilônio, e os primeiros levaram-o preso, enquanto os babilônios nomearam Nergalusezibe como novo rei. Como consequência, no mesmo ano Senaqueribe fez uma campanha punitiva contra o Elão.
Durante a Idade Média, Naravã, Bajicera, Bacuba, Dascara e Jalula eram abastecidas pelo Diala e seus canais. Seu curso inferior, por sua vez, era cuidadosamente administrado e abastecia centenas de vilas e uma densa população. A Estrada do Coração que ligava Bagdá, através de Jibal, ao Coração, percorreu sobretudo o curso do rio.